# Olipara nigriceps
Olipara nigriceps är en insektsart som först beskrevs av Synave 1960.  Olipara nigriceps ingår i släktet Olipara och familjen kilstritar. Inga underarter finns listade i Catalogue of Life.